# Rhaebobates
Rhaebobates Thorell, 2005 è un genere di ragni appartenente alla famiglia Thomisidae.

## Distribuzione
Le due specie note di questo genere sono state rinvenute in Nuova Guinea: sono entrambe endemismi

## Tassonomia
Non sono stati esaminati esemplari di questo genere dal 1911.
A dicembre 2014, si compone di due specie:
- Rhaebobates latifrons Kulczynski, 1911 — Nuova Guinea
- Rhaebobates lituratus Thorell, 1881[2] — Nuova Guinea